# Мехиканос
Мехиканос (на испански: Mejicanos, на науатъл: Mēxihcah) е град и община в Централен Салвадор, департамент Сан Салвадор. През 2007 г. градът има 140 751 жители.